# Académie slavo-gréco-latine

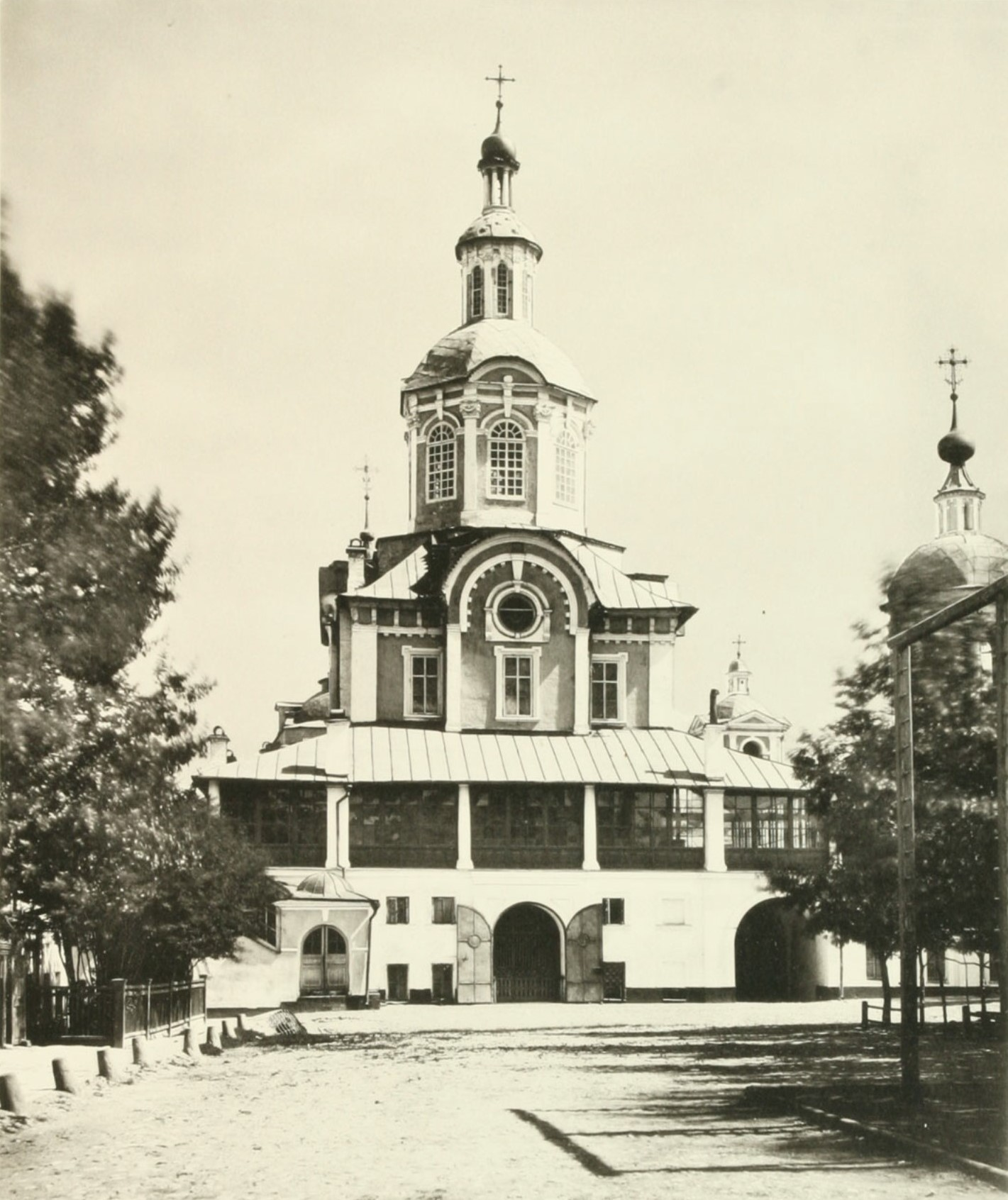
Le Monastère Zaikonospasski qui accueillit l'Académie slavo-greco-latine

L'Académie slavo-gréco-latine ou École gréco-slavonne est la première institution éducative officielle dans l'histoire de la Russie. 
L'Académie change plusieurs fois de nom: Académie gréco-latine à partir de 1687, elle est de 1701 à 1775 l'Académie slavo-latine. L'Académie est réorganisée en 1775 sous Platon II de Moscou, devient et de 1775 à 1814 Académie slavo-gréco-latine et s'ouvre à l'histoire ecclésiastique, au droit canon et à l'hébreu.

## 1685-1700
Il existait à Kiev une Académie gréco-latine de Pierre Mohyla. Celle-ci fut le modèle de l'Académie moscovite et sa principale source de recrutement des enseignants.
Projetée dès la fin des années 1670 par Pierre le Grand sous la supervision de Siméon de Polotsk qui en rédige la charte mais meurt en 1680, l'Académie est créée en 1687 par les frères Likhoud avec le soutien du tsar Fédor III Alékséévitch; elle s'installe dans le Monastère de l'Épiphanie de Moscou puis au Monastère Zaikonospasski; elle vise à former non seulement les ecclésiastiques russes en les ouvrant au monde occidental, mais également à former l'élite civile, et se modèle sur les établissements jésuites dont elle reprend les cursus: grammaire, poétique et rhétorique d'une part, philosophie et théologie de l'autre. Copiant les manuels jésuites et imprimant leurs propres œuvres, les membres de l'Académie se formaient au commentaires des textes religieux, à leur utilisation et s'exerçaient fréquemment aux disputes et débats.
Créée dans le contexte de la polémique sur la transsubstantiation, ses membres y prennent part activement et publient des ouvrages sur le sujet (F G Mirkovic, Sur le temps de la transsubstantiation du Saint-Sacrement. Les débats tenus à Moscou dans la seconde moitié du XVIIe siècle, Vilnius, 1886). Par la suite, les Frères Likhoud furent remplacés par leurs élèves Nikolaï Semenov et Fedor Polikarpov et la langue latine fut exclue de l'Académie.

## 1700-1775
Mais avec l'arrivée à sa tête de Palladius Rogovski, un homme ouvert sur l'Occident et pendant une certaine période uniate et, pour seconder le recteur, d'Étienne Iavorski comme préfet des études, l'Académie tend de plus en plus à une éducation occidentale, le latin se renforce et l'académie entretient des liens avec l'école ouverte par les Jésuites pour l'aristocratie moscovite. Les deux écoles organisaient ainsi des disputationes entre leurs élèves.
Cette politique d'enseignement sera conservée pendant tout le cours de la deuxième période (1700-1775) avec l'approbation de l'élite cultivée, d'Étienne de Riazan (1658-1722) à Pierre Ier de Russie qui, en 1701 ordonne que les professeurs soient recrutés dans le personnel biélorusse et ukrainien de l'Académie de Kiev avec laquelle l'Académie avait entretenu des liens très forts pour son ouverture à l'Occident. Ainsi Théophylacte Lopatinski y enseigne le thomisme.
L'école participe à la modernisation de l'orthodoxie, notamment par la correction de la Bible slavonne.

## 1775-1814
Sous le métropolite Platon II de Moscou, l'Académie connaît son heure de gloire. Elle participe des Lumières et se détache des traditions académiques des savants de Kiev et notamment de la scholastique et introduit de nouvelles matières: histoire civile et ecclésiastique, histoire de l'Église russe, droit canon, calendrier orthodoxe, physique contemporaine, histoire de la philosophie, médecine, chants et langues modernes. Les fonds de l'Académie sont renforcés, le traitement des professeurs est amélioré, des facilités créées pour le séminaire chez les étudiants, la bibliothèque pourvue de nombreux ouvrages. Les défections sont contenues.
Au cours du XVIIe, la population de l'Académie évolue: les élèves se préparent de plus en plus à la carrière ecclésiastique et sont de moins en moins issus de la haute aristocratie.
En 1814 elle est transférée à la Laure de la Trinité-Saint-Serge et devient l'Académie théologique de Moscou sous Augustin de Moscou.

## Élèves et professeurs de l'Académie slavo-gréco-latine
- Mikhaïl Lomonossov, historien, astronome, orateur, peintre, poète, navigateur, musicien et linguiste russe.
- Antioche Cantemir
- Étienne Iavorski, directeur de l'Académie, locum tenens du Patriarcat de Moscou
- Théophylacte Lopatinski, théologien, l'un des fondateurs de l'Académie théologique de Moscou
- Frères Likhoud
- Nikolaï Semenov
- Fedor Polikarpov
- Palladi Rogovski
- Eugène (Bolkhovitinov), métropolite de Kiev et historien (1767-1837)
- Innocent d'Irkoutsk, missionnaire et premier évêque d'Irkoutsk(1680-1731)
- Eugène (métropolite), métropolite d'Ukraine et de Galice, historien (1767-1837)
- Fiodor Volkov, acteur et fondateur du premier théâtre de Russie
- Vasily Trediakovski, poète et littérateur (1703-1769)
- Vasili Vladimirovitch Petrov, physicien (1761-1834)
- Stepan Kracheninnikov, explorateur et géographe (1711-1755)
- Vassili Bajenov, architecte (1737-1799)
- Karion Istomine, poète et éducateur (1640-1718)
- Anton Barsov, linguiste et philosophe (1730-1791)
- Alexeï Barsov, littérateur et pédagogue (1673-1736)
- Léonti Magnitski, mathématicien et pédagogue(1669-1739)